# Only Through the Pain
Only Through the Pain – trzeci album amerykańskiego zespołu Trapt, wydany w 2008 roku.

## Lista utworów
| 1.  | "Wasteland"                           | 3:45  |
|     | (Chris Taylor Brown, Dave Bassett)    |       |
| 2.  | "Who’s Going Home with You Tonight?"  | 3:35  |
|     | (Brown)                               |       |
| 3.  | "Contagious"                          | 4:23  |
|     | (Brown, Bassett)                      |       |
| 4.  | "Black Rose"                          | 4:41  |
|     | (Brown, Adam Malka)                   |       |
| 5.  | "Ready When You Are"                  | 4:57  |
|     | (Brown)                               |       |
| 6.  | "Forget About the Rain"               | 3:28  |
|     | (Brown, Charell, Montgomery, Ormandy) |       |
| 7.  | "Cover Up"                            | 3:45  |
|     | (Brown, Charell, Montgomery, Ormandy) |       |
| 8.  | "Only One in Color"                   | 4:18  |
|     | (Brown)                               |       |
| 9.  | "Wherever She Goes"                   | 3:42  |
|     | (Brown)                               |       |
| 10. | "Curiosity Kills"                     | 4:21  |
|     | (Brown, Charell, Montgomery, Ormandy) |       |
| 11. | "The Last Tear"                       | 4:15  |
|     | (Brown, Charell, Montgomery, Ormandy) |       |
|     |                                       | 45:10 |
|     |                                       |       |

## Twórcy
- Chris Taylor Brown – gitara, śpiew
- Peter Charell – gitara basowa
- Aaron Montgomery – perkusja, instrumenty perkusyjne
- Robb Torres – gitara

## Single
- Who’s Going Home with You Tonight? – 2008
- Contagious – 2009